# Jømna Station
Jømna Station (Jømna stasjon) er en tidligere jernbanestation på Solørbanen, der ligger ved bygden Jømna i Elverum kommune i Norge.
Stationen åbnede 4. december 1910, da banen blev forlænget fra Flisa til Elverum. Den blev nedgraderet til holdeplads 1. oktober 1977 og gjort ubemandet 1. januar 1982. 27. maj 1990 blev den nedgraderet til trinbræt. Persontrafikken på banen blev indstillet 29. august 1994.
Stationens bygninger blev opført efter tegninger af Harald Kaas. Det meste er nu revet ned, herunder stationsbygningen der forsvandt i 1987. Vandtårnet, der er det eneste tilbageværende på banen, er dog bevaret og fredet.